# 槙野智章
槙野 智章（まきの ともあき、1987年5月11日 - ）は、広島県広島市西区出身の元プロサッカー選手、サッカー指導者・解説者、タレント・YouTuber。現役時代のポジションはディフェンダー、フォワード。元日本代表。
妻は女優の高梨臨。

## 経歴

### プロ入り前
サッカーファンでサッカーをプレーした父と、すでにサッカーを始めていた2人の兄の影響で、小学1年生からサッカーを始めた。草津小学校のサッカー少年団員は4年生以上であるため、隣町井口の井口明神小学校のサッカークラブに入団し、小学6年次にFWとしてフジパンカップ広島県大会で3位入賞した。
2000年にサンフレッチェ広島ジュニアユースに入団。同期には森重真人、左山晋平などがいる。当初はFWのポジションでプレーし、森重や平繁龍一と2トップを組んでいたが、トップ下、サイド、ボランチなど様々なポジションを経て、中学3年次にコーチの月岡利明によりセンターバックにコンバートされた。
2003年にユースチームに昇格。ユース時代からの同期には、木原正和、福本尚純らがいる。2年次からセンターバックとしてレギュラーを獲得し、ユースレベルでの3大大会の全てで決勝に進出し2冠達成に貢献した。一学年上の藤井大輔と組んだセンターバックは森山佳郎監督から「同世代には絶対に破れない」と賞賛された。3年次には広島ユースおよびおかやま国体における広島県選抜の主将を務めた。各年代別代表にも招集されここでも主将を務め中心選手として活躍した。

### サンフレッチェ広島時代
2006年、橋内優也、趙佑鎮らと共にサンフレッチェ広島トップチームに昇格。
2007年8月にダリオ・ダバツおよび盛田剛平が負傷したため先発メンバーに抜擢された。以降は、レギュラーとして定着した。J2降格が決まった際、元日本代表FW佐藤寿人と広島残留を表明する。
流動的に動いた2008年は、元日本代表SB駒野友一の移籍で空いた背番号5をつけて、出場停止1試合を除く全試合に出場する。その結果、悲願のJ1復帰に貢献した。
2009年は初めてJ1で1年間レギュラーとして出場し続け、センターバックではリーグ最多の8得点を挙げた。
2010年はリーグ全34試合に出場、うち33試合ではフル出場し、初のJリーグベストイレブンに選出。全試合に出場しながら警告、退場が1つもなく、フェアプレー個人賞を受賞した。

### ケルン時代
2010年12月、ドイツへ渡った。欧州挑戦を目指し、ボルシア・ドルトムントとTSG 1899ホッフェンハイムの練習に参加した。しかし、独誌キッカーの回答としては「1対1の弱さがあり、右サイドバック向きとして獲得は現実的ではない」と評された。欧州レベルでは、センターバックとしては評価されなかった。結局、正式契約には至らず、槙野は日本へ帰国する。しかし同年12月30日、当時ケルンのスポーツディレクターを務めていたフォルカー・フィンケの誘いでドイツ・ブンデスリーガの1.FCケルンへ完全移籍。契約期間は2013年6月30日まで。元代理人は長谷部誠、香川真司らと同じトーマス・クロート。
2011年1月29日、FCザンクトパウリ戦でブンデスリーガデビュー。チームは敗れたが、センターバックとしてフル出場。その後は出場機会に恵まれず、移籍1年目の出場は5試合にとどまった。翌2011-12シーズンも3試合の出場のみとなり、レギオナルリーガのケルンIIの試合にも出場した。

### 浦和レッズ時代
2012年1月11日、復活を目指して、ミハイロ・ペトロヴィッチが監督に就任した浦和レッズへの1年間の期限付き移籍が決定した。浦和加入後、ペトロヴィッチ監督の愛弟子としてチームを牽引。6得点を記録し、チームの2008年以来のACL出場に貢献。自らが音頭を取り、浦和サポーターが勝利の凱歌として歌う『We are Diamonds』をホーム開催試合に限り、メンバー入り選手全員もサポーターと共に歌うなど、持ち前の明るいキャラクターでチームとサポーターの距離を縮める施策を実行した。12月4日、2013年シーズンより浦和への完全移籍加入が発表された。背番号を5番に変更し、この年はリーグ戦34試合全試合に出場した。
2015年9月8日、サウジアラビア1部の強豪・アル・ナスルFCから約5億円の年俸での獲得オファーを受けたが、断り浦和に残留した。
2016年は29試合3ゴールでチームの年間勝ち点1位に貢献した。12月3日の鹿島アントラーズとのチャンピオンシップ第2戦の後半34分、自陣ペナルティーエリア内で鈴木優磨に対してファウルを犯し、その後ペナルティーキックを決められた。12月4日、中国サッカー・スーパーリーグの強豪・広州恒大から年俸は言い値という破格のオファーを受けたが、浦和の一員としてリーグやACLで悲願のタイトルを目指すため断った。
2017年3月19日、J1第4節のガンバ大阪戦でJ1通算250試合出場を果たした。
2018年8月19日、J1第23節の清水エスパルス戦で史上100人目となるJ1通算300試合出場を果たした。この年、2010年以来2度目の警告・退場0を記録した。
2019年11月16日、AFC年間最優秀選手賞の候補に選ばれた。
2020年10月10日、J1第21節のサガン鳥栖戦でJリーグ通算400試合出場（J1通算359試合、J2通算41試合）を果たした。シーズン終了後、国内外の複数クラブが槙野の獲得に動いたが、浦和の延長オファーに合意した。
2021年11月16日、シーズン終了後に浦和レッズを退団することをクラブが発表した。12月19日に国立競技場で開催された大分トリニータとの天皇杯決勝では後半ATに劇的な決勝ゴールを決め浦和を8度目の優勝に導き、来季のACL出場獲得へ貢献した。

### ヴィッセル神戸時代
2021年12月24日、ヴィッセル神戸に完全移籍することが決定。
2022年2月19日、開幕戦でスタメン出場し、J1通算400試合出場を果たした。2月22日、古巣との対決となったJ1第9節・浦和レッズ戦で、後半42分にMFアンドレス・イニエスタのクロスをヘディングであわせて移籍後初得点を挙げた。5月14日のJ1第13節・サガン鳥栖戦にフル出場し勝利に貢献したが、その試合で負傷し長期離脱を余儀なくされた。復帰後は試合終盤のクローザー的役割を担った。

### 日本代表
2006年11月に開催されたAFCユース選手権2006および翌2007年7月に開催された2007 FIFA U-20ワールドカップでは福元洋平とセンターバックでコンビを組み、守備の要やムードメーカーとしても活躍した。カナダで開催されたU-20ワールドカップ本大会では髪を赤に染めていたが、これは当時広島でチームメイトだった戸田和幸のFIFAワールドカップ・日韓大会でのヘアースタイルを真似たものである。現地では「ジャパニーズ・ベッカム」と評され注目を集めた。2009年にA代表に初招集されたときにも同様の髪型にしている。2009年5月にはキリンカップおよび2010 FIFAワールドカップ・アジア予選に臨む日本代表合宿に初招集されたものの出場はなかった。2010年1月、既に予選突破を決め、若手が起用されたアジアカップ最終予選のイエメン戦で代表初出場を果たし、ゲームキャプテンも務めた。5月に発表されたFIFAワールドカップ・南アフリカ大会本大会の日本代表メンバーからは落選したが、予備登録選手に選出された。同年末にはAFCアジアカップ2011に臨む日本代表に選出されたものの、怪我により大会直前に途中離脱した。2012年2月24日のキリンチャレンジカップ・アイスランド戦で代表初得点を挙げた。
2017年11月10日、国際親善試合ブラジル戦で得点を決めた。なお、日本代表がブラジル代表相手に得点したのは、2006年ドイツW杯で決めた玉田圭司から11年ぶりであり、DFで得点した初めての選手となった。

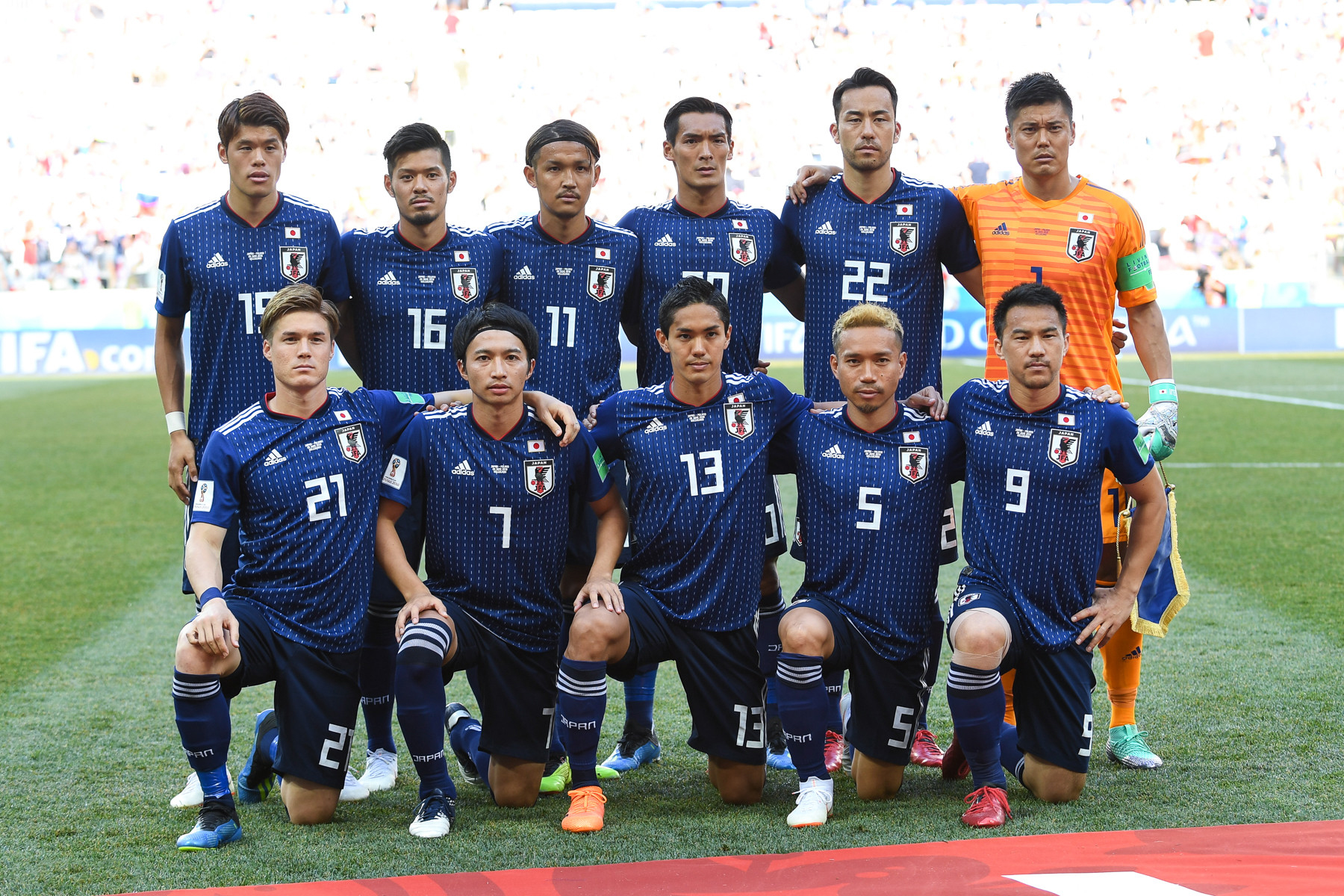
2018年におけるサッカー日本代表
（後列、右から3人目が槙野）

2018年6月、ロシアワールドカップメンバーに選出された。2017年後半以降、欧州遠征で全試合にレギュラーとして出場するなどW杯でもスタメンとして出場すると思われたが、第1戦のコロンビア戦では事前合宿のテストマッチ最後の試合で活躍した昌子源にレギュラーの座を奪われ、ロシアW杯本番でスタメン落ちとなる。しかしながら、ベテランとして本田圭佑と共に控え選手として裏側で日本代表チームを支え、第3戦のポーランド戦でW杯初出場を果たした。前評判の低かった日本代表チームはGL突破し、ベスト16進出を2大会振りに果たした。

### 現役引退
2022年12月24日に放送されたスポーツ情報番組『Going!Sports&News』（日本テレビ）の冒頭で現役引退を発表した。番組内では日本代表で同僚だった本田圭佑からメッセージが送られた。同時刻、ヴィッセル神戸公式サイトからも現役引退が発表された。
「現役引退および槙野劇場第二章 開幕宣言会見」が12月26日12時10分から行われ、未来へのビジョンをプレゼンした。
2023年5月7日、ヴィッセル神戸のエバンジェリストに就任することが発表された。ホームゲームのゲスト出演やYouTubeチャンネルでの企画などへの出演を通して、ヴィッセル神戸の魅力を発信していく役割を担う。
2024年12月14日、引退試合「槙野智章 大感謝祭 ～1日限りのワッショイ劇場～」をノエビアスタジアム神戸で開催。KOBE STARSにもメンバー登録されていたが終始MAKINO JAPANでプレーし、PKで1得点を記録。前後半30分ハーフの試合をほぼフル出場で迎えた後半アディショナルタイム、退場処分を受け（後述）選手に花道を作られピッチを退き試合を終えた。

## プレースタイル
森山佳郎曰く「一言で言うとファイター」、ミハイロ・ペトロヴィッチ曰く「DFらしいDF」。コーチングに優れ、高い身体能力と闘争心を持ち、1対1の局面での強さに定評がある。
得点への意欲が非常に高いことも特長。広島では3バックの一角を務めていたが、試合中もセットプレーのみならず、流れの中で自由に前線へ上がり、強引なドリブル突破からシュートを放つシーンもしばしば見られ、自らのポジションを「DFW（DFながらFWの役割も果たす）」と称する。フリーキック、ペナルティキックなどのプレースキッカーも務め、特にFKは高い精度を持つ。PKは後方を向いた状態から反転してキックする。

## 人物
広島ユース時代は豚汁ばかり食べていたため、チームメイトや寮母からは「トンジ」と呼ばれていた。
好きな言葉は木村孝洋元サンフレッチェ監督が語った、アーセナルFCの下部組織に所属する選手が教わるという『Big heart』と、広島ユース時代の監督・森山佳郎の『気持ちには引力がある』であるとインタビューで語っている。
2011年3月24日に大手芸能プロダクションのホリプロとマネジメント契約を締結。スカパー!「URAWAチャンネル」内のコーナー「槙野の部屋 〜俺たちの休日〜」MC担当。
2016年9月発売のサッカーゲーム「FIFA 17」日本版のパッケージになった。
2016年6月に共通の知人を交えた食事会にて知り合った女優の高梨臨と、約1年6か月の交際期間を経て翌2017年12月17日にプロポーズし、翌2018年1月20日、高梨との結婚を正式発表。同年2月9日に婚姻届を提出した。
2013年頃から2018年頃にかけてスパイクを左右非対称で履く「槙野スタイル」が注目された。本人曰く「サッカーを好きになる人を増やすため、悪いプレーをしたら注目されるためそうならないためにプレッシャーをかけている」とのこと。なお、スパイクはプレデター、ナイトロチャージ、アディゼロ、エース、X、ネメシスを使った。
2021年のJリーグ最終節、名古屋グランパス戦での勇退を表明していた村上伸次審判員への感謝のメッセージを自身のアンダーシャツに書き込み、両チームの選手によって作られた花道を村上が通る際に見せ、村上からイエローカードを貰うという場面があった。なお、このイエローカードは村上の要望もあり公式記録には記載されていない。

それから3年後、2024年に開催された自身の引退試合で、後半アディショナルタイムに妻の高梨臨のPKで3-0とした際のゴールパフォーマンスでコーナーフラッグを引き抜き「過度な喜び」を表した結果、この日主審を務めた村上がイエローカードを提示。その後VARのオンフィールドレビューが行われ、スタジアムビジョンに前述の2021年Jリーグ最終節の模様が映し出され、その後、村上よりこの時に貰ったイエローカードとの累積で2枚目となる説明があった後、槙野へレッドカードが提示され退場となった。
5月11日生まれで、2022年時点ではチームメイトに同じ誕生日にアンドレス・イニエスタ、日高光揮がいる。槙野が35歳となった2022年の誕生日には3人一緒に顔中にクリームを塗られて祝福された。
好きなサッカー選手は森保一で、今でもアンケートに書く時は「森保一"選手"」と書く時があるという。

## パフォーマンス
「プレー以外の面でも観客にサッカーを楽しんで欲しい」という考えから、ピッチ内外において様々なパフォーマンスを行なっている。
トリックPKが後に反則行為と判断されたり、遅延行為として主審にゴールパフォーマンスを制止されたり と、その派手なパフォーマンスは時に物議を醸している。槙野はパフォーマンスを巡る意見について、「サッカーファン以外の人、これからサッカーを好きになっていく子供たちにも、もっとサッカーを好きになってほしいという一心でやっている」とコメントしている。

## 所属クラブ
- 1994年 - 1999年 井口明神FC（広島市立草津小学校）
- 2000年 - 2002年 サンフレッチェ広島ジュニアユース（広島市立庚午中学校）
- 2003年 - 2005年 サンフレッチェ広島ユース（広島県立吉田高等学校）
- 2006年 - 2010年  サンフレッチェ広島
- 2010年 - 2012年  1.FCケルン
  - 2012年  浦和レッズ（期限付き移籍）
- 2013年 - 2021年  浦和レッズ
- 2022年  ヴィッセル神戸

## 個人成績
| 国内大会個人成績 | 国内大会個人成績 | 国内大会個人成績 | 国内大会個人成績 | 国内大会個人成績 | 国内大会個人成績 | 国内大会個人成績 | 国内大会個人成績 | 国内大会個人成績 | 国内大会個人成績 | 国内大会個人成績 | 国内大会個人成績 |
| 年度             | クラブ           | 背番号           | リーグ           | リーグ戦         | リーグ戦         | リーグ杯         | リーグ杯         | オープン杯       | オープン杯       | 期間通算         | 期間通算         |
| 年度             | クラブ           | 背番号           | リーグ           | 出場             | 得点             | 出場             | 得点             | 出場             | 得点             | 出場             | 得点             |
| 日本             | 日本             | 日本             | 日本             | リーグ戦         | リーグ戦         | リーグ杯         | リーグ杯         | 天皇杯           | 天皇杯           | 期間通算         | 期間通算         |
| ---------------- | ---------------- | ---------------- | ---------------- | ---------------- | ---------------- | ---------------- | ---------------- | ---------------- | ---------------- | ---------------- | ---------------- |
| 2006             | 広島             | 28               | J1               | 1                | 0                | 1                | 0                | 0                | 0                | 2                | 0                |
| 2007             | 広島             | 28               | J1               | 18               | 1                | 4                | 0                | 5                | 0                | 27               | 1                |
| 2008             | 広島             | 5                | J2               | 41               | 7                | -                | -                | 4                | 1                | 45               | 8                |
| 2009             | 広島             | 5                | J1               | 33               | 8                | 2                | 0                | 2                | 0                | 37               | 8                |
| 2010             | 広島             | 5                | J1               | 34               | 4                | 4                | 1                | 1                | 1                | 39               | 6                |
| ドイツ           | ドイツ           | ドイツ           | ドイツ           | リーグ戦         | リーグ戦         | リーグ杯         | リーグ杯         | DFBポカール      | DFBポカール      | 期間通算         | 期間通算         |
| 2010-11          | ケルン           | 43               | ブンデス1部      | 5                | 0                | -                | -                | -                | -                | 5                | 0                |
| 2011-12          | ケルン           | 18               | ブンデス1部      | 3                | 0                | -                | -                | 0                | 0                | 3                | 0                |
| 日本             | 日本             | 日本             | 日本             | リーグ戦         | リーグ戦         | リーグ杯         | リーグ杯         | 天皇杯           | 天皇杯           | 期間通算         | 期間通算         |
| 2012             | 浦和             | 20               | J1               | 33               | 6                | 4                | 0                | 3                | 0                | 40               | 6                |
| 2013             | 浦和             | 5                | J1               | 34               | 6                | 4                | 0                | 1                | 0                | 39               | 6                |
| 2014             | 浦和             | 5                | J1               | 31               | 4                | 7                | 2                | 1                | 0                | 39               | 6                |
| 2015             | 浦和             | 5                | J1               | 33               | 3                | 0                | 0                | 3                | 0                | 36               | 3                |
| 2016             | 浦和             | 5                | J1               | 29               | 3                | 1                | 0                | 0                | 0                | 30               | 3                |
| 2017             | 浦和             | 5                | J1               | 32               | 2                | 0                | 0                | 1                | 0                | 33               | 2                |
| 2018             | 浦和             | 5                | J1               | 32               | 4                | 4                | 0                | 4                | 1                | 40               | 5                |
| 2019             | 浦和             | 5                | J1               | 32               | 0                | 2                | 1                | 0                | 0                | 34               | 1                |
| 2020             | 浦和             | 5                | J1               | 26               | 2                | 0                | 0                | -                | -                | 26               | 2                |
| 2021             | 浦和             | 5                | J1               | 31               | 2                | 11               | 1                | 5                | 1                | 47               | 4                |
| 2022             | 神戸             | 14               | J1               | 16               | 1                | 2                | 0                | 2                | 0                | 20               | 1                |
| 通算             | 日本             | 日本             | J1               | 415              | 46               | 46               | 5                | 28               | 3                | 489              | 54               |
| 通算             | 日本             | 日本             | J2               | 41               | 7                | -                | -                | 4                | 1                | 45               | 8                |
| 通算             | ドイツ           | ドイツ           | ブンデス1部      | 8                | 0                | -                | -                | 0                | 0                | 8                | 0                |
| 総通算           | 総通算           | 総通算           | 総通算           | 464              | 53               | 46               | 5                | 32               | 4                | 542              | 62               |

その他の公式戦
- 2007年
  - J1・J2入れ替え戦 2試合0得点
- 2008年
  - スーパーカップ 1試合0得点
- 2012年
  - ケルンII 1試合0得点
- 2015年
  - スーパーカップ 1試合0得点
  - Jリーグチャンピオンシップ 1試合0得点
- 2016年
  - Jリーグチャンピオンシップ 2試合0得点
- 2019年
  - スーパーカップ 1試合0得点

| 国際大会個人成績 | 国際大会個人成績 | 国際大会個人成績 | 国際大会個人成績 | 国際大会個人成績 | FIFA      | FIFA      |
| 年度             | クラブ           | 背番号           | 出場             | 得点             | 出場      | 得点      |
| AFC              | AFC              | AFC              | ACL              | ACL              | クラブW杯 | クラブW杯 |
| ---------------- | ---------------- | ---------------- | ---------------- | ---------------- | --------- | --------- |
| 2010             | 広島             | 5                | 4                | 1                | -         | -         |
| 2013             | 浦和             | 5                | 6                | 0                | -         | -         |
| 2015             | 浦和             | 5                | 5                | 1                | -         | -         |
| 2016             | 浦和             | 5                | 7                | 0                | -         | -         |
| 2017             | 浦和             | 5                | 14               | 1                | 2         | 0         |
| 2019             | 浦和             | 5                | 14               | 2                | -         | -         |
| 2022             | 神戸             | 14               | 6                | 0                | -         | -         |
| 通算             | AFC              | AFC              | 56               | 5                | 2         | 0         |

その他の国際公式戦
- 2017年
  - スルガ銀行チャンピオンシップ 1試合0得点
- 2022年
  - AFCチャンピオンズリーグ・プレーオフ 1試合0得点

## 出場歴
- 初ベンチ入り：2006年3月5日J1リーグ第1節鹿島アントラーズ戦（広島ビッグアーチ）
- 公式戦初出場：2006年4月26日ナビスコカップ第3日ジェフユナイテッド千葉戦（広島スタジアム）
  - 先発フル出場
- リーグ戦初出場：2006年12月2日J1第34節対清水エスパルス戦（日本平スタジアム）
  - 65分李漢宰に代わり途中出場
- リーグ戦初得点：2007年12月1日J1第34節対ガンバ大阪戦（広島ビッグアーチ）
  - 先発フル出場、89分ゴール

## タイトル

### クラブ
サンフレッチェ広島ユース
- 高円宮杯全日本ユースサッカー選手権 (U-18)大会：1回（2004年）
- 日本クラブユースサッカー選手権 (U-18)大会：2回（2003年、2004年）
- Jユースカップ：1回（2003年）

サンフレッチェ広島
- J2リーグ：1回（2008年）
- FUJI XEROX SUPER CUP：1回（2008年）

浦和レッズ
- J1リーグ 1stステージ：1回（2015年）
- J1リーグ 2ndステージ：1回（2016年）
- Jリーグカップ：1回（2016年）
- 天皇杯 JFA 全日本サッカー選手権大会：2回（2018年、2021年）
- AFCチャンピオンズリーグ：1回（2017年）
- スルガ銀行チャンピオンシップ：1回（2017年）

### 代表
日本代表
- 東アジアカップ：1回（2013年）

### 個人
- J1リーグベストイレブン：3回（2010年、2015年、2016年）
- J1リーグ優秀選手賞：4回（2015年、2016年、2017年、2018年）
- Jリーグフェアプレー個人賞：1回（2010年）
- Jリーグ功労選手賞：（2023年）
- 彩の国功労賞：1回（2019年）
- さいたま市スポーツ特別功労賞：1回（2018年）
- NEWS AWARDS アスリート部門：1回（2018年）

## 代表歴

### 出場大会
- U-18日本代表
  - アジアユース選手権予選（2005年）
- U-19日本代表
  - カタール国際ユース親善大会（2006年）
  - アジアユース選手権日本代表（2006年）
- U-20日本代表
  - 2007 FIFA U-20ワールドカップ（2007年）
- 日本代表
  - 2010 FIFAワールドカップ・アジア予選（2009年）
  - AFCアジアカップ2011 (予選)（2010年）
  - EAFF東アジアカップ2013（2013年）
  - AFCアジアカップ2015 予備登録メンバー（2015年）
  - EAFF東アジアカップ2015（2015年）
  - 2018 FIFAワールドカップ・アジア2次予選（2015年）
  - キリンカップサッカー2016（2016年）
  - 2018 FIFAワールドカップ（2018年）
  - AFCアジアカップ2019（2019年）

### 試合数
- 国際Aマッチ 38試合 4得点（2009年 - 2019年）

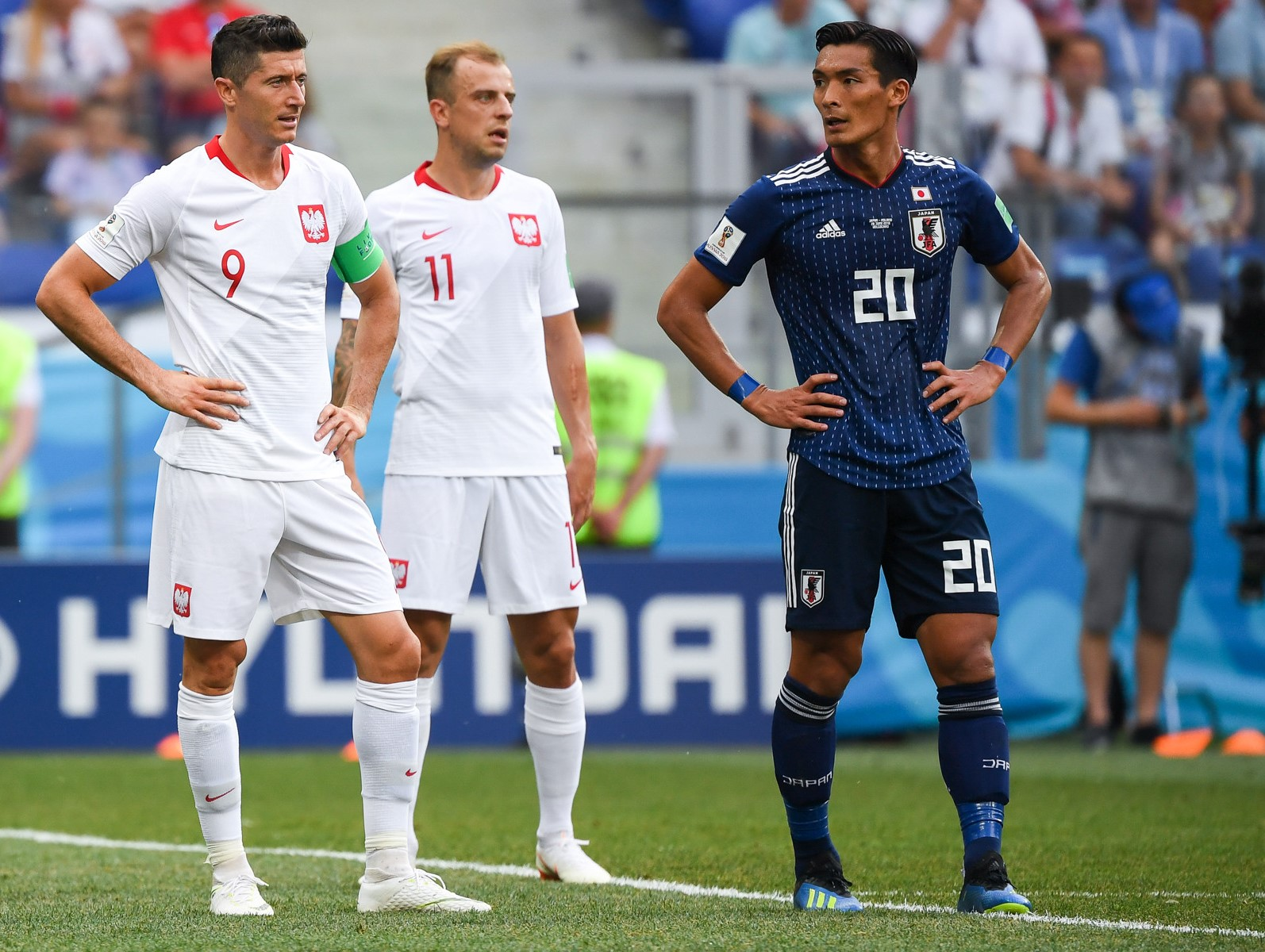
2018 FIFAワールドカップでのロベルト・レヴァンドフスキ, カミル・グロシツキ, 槙野智章

| 日本代表 | 国際Aマッチ | 国際Aマッチ |
| 年       | 出場        | 得点        |
| -------- | ----------- | ----------- |
| 2009     | 0           | 0           |
| 2010     | 4           | 0           |
| 2011     | 4           | 0           |
| 2012     | 3           | 1           |
| 2013     | 3           | 0           |
| 2015     | 8           | 1           |
| 2016     | 2           | 0           |
| 2017     | 4           | 1           |
| 2018     | 8           | 1           |
| 2019     | 2           | 0           |
| 通算     | 38          | 4           |

### 出場
| No. | 開催日         | 開催都市         | スタジアム                           | 対戦国                   | 結果 | 監督           | 大会                                                           |
| --- | -------------- | ---------------- | ------------------------------------ | ------------------------ | ---- | -------------- | -------------------------------------------------------------- |
| 1.  | 2010年1月5日   | サナア           | アリー・ムフセン・スタジアム         | イエメン                 | ○3-2 | 岡田武史       | AFCアジアカップ2011予選                                        |
| 2.  | 2010年4月7日   | 大阪             | 大阪長居スタジアム                   | セルビア                 | ●0-3 | 岡田武史       | キリンチャレンジカップ2010                                     |
| 3.  | 2010年9月4日   | 横浜             | 日産スタジアム                       | パラグアイ               | ○1-0 | 原博実         | キリンチャレンジカップ2010                                     |
| 4.  | 2010年9月7日   | 大阪             | 大阪長居スタジアム                   | グアテマラ               | ○2-1 | 原博実         | キリンチャレンジカップ2010                                     |
| 5.  | 2011年6月7日   | 横浜             | 横浜国際総合競技場                   | チェコ                   | △0-0 | ザッケローニ   | キリンカップサッカー2011                                       |
| 6.  | 2011年8月10日  | 札幌             | 札幌ドーム                           | 韓国                     | ○3-0 | ザッケローニ   | キリンチャレンジカップ2011                                     |
| 7.  | 2011年9月6日   | タシュケント     | パフタコール・マルカジイ・スタジアム | ウズベキスタン           | △1-1 | ザッケローニ   | 2014 FIFAワールドカップ・アジア3次予選                         |
| 8.  | 2011年10月7日  | 神戸             | ホームズスタジアム神戸               | ベトナム                 | ○1-0 | ザッケローニ   | キリンチャレンジカップ2011                                     |
| 9.  | 2012年2月24日  | 大阪             | 大阪長居スタジアム                   | アイスランド             | ○3-1 | ザッケローニ   | キリンチャレンジカップ2012                                     |
| 10. | 2012年5月23日  | 袋井             | エコパスタジアム                     | アゼルバイジャン         | ○2-0 | ザッケローニ   | キリンチャレンジカップ2012                                     |
| 11. | 2012年8月15日  | 札幌             | 札幌ドーム                           | ベネズエラ               | △1-1 | ザッケローニ   | キリンチャレンジカップ2012                                     |
| 12. | 2013年7月21日  | ソウル           | ソウルワールドカップスタジアム       | 中国                     | △3-3 | ザッケローニ   | EAFF東アジアカップ2013                                         |
| 13. | 2013年7月28日  | ソウル           | 蚕室総合運動場                       | 韓国                     | ○2-1 | ザッケローニ   | EAFF東アジアカップ2013                                         |
| 14. | 2013年9月10日  | 横浜             | 横浜国際総合競技場                   | ガーナ                   | ○3-1 | ザッケローニ   | キリンチャレンジカップ2013                                     |
| 15. | 2015年3月27日  | 大分             | 大分スポーツ公園総合競技場           | チュニジア               | ○2-0 | ハリルホジッチ | キリンチャレンジカップ2015                                     |
| 16. | 2015年6月11日  | 横浜             | 日産スタジアム                       | イラク                   | ○4-0 | ハリルホジッチ | キリンチャレンジカップ2015                                     |
| 17. | 2015年6月16日  | さいたま         | 埼玉スタジアム2002                   | シンガポール             | △0-0 | ハリルホジッチ | 2018 FIFAワールドカップ・アジア2次予選兼AFCアジアカップUAE予選 |
| 18. | 2015年8月2日   | 武漢             | 武漢体育中心                         | 朝鮮民主主義人民共和国   | ●1-2 | ハリルホジッチ | EAFF東アジアカップ2015                                         |
| 19. | 2015年8月5日   | 武漢             | 武漢体育中心                         | 韓国                     | △1-1 | ハリルホジッチ | EAFF東アジアカップ2015                                         |
| 20. | 2015年8月9日   | 武漢             | 武漢体育中心                         | 中国                     | △1-1 | ハリルホジッチ | EAFF東アジアカップ2015                                         |
| 21. | 2015年10月8日  | マスカット       | シーブ・スタジアム                   | シリア                   | ○3-0 | ハリルホジッチ | 2018 FIFAワールドカップ・アジア2次予選兼AFCアジアカップUAE予選 |
| 22. | 2015年11月17日 | プノンペン       | プノンペンナショナルスタジアム       | カンボジア               | ○2-0 | ハリルホジッチ | 2018 FIFAワールドカップ・アジア2次予選兼AFCアジアカップUAE予選 |
| 23. | 2016年6月7日   | 吹田             | 市立吹田サッカースタジアム           | ボスニア・ヘルツェゴビナ | ●1-2 | ハリルホジッチ | キリンカップサッカー2016                                       |
| 24. | 2016年10月11日 | メルボルン       | ドックランズ・スタジアム             | オーストラリア           | △1-1 | ハリルホジッチ | 2018 FIFAワールドカップ・アジア最終予選                        |
| 25. | 2017年10月6日  | 豊田             | 豊田スタジアム                       | ニュージーランド         | ○2-1 | ハリルホジッチ | キリンチャレンジカップ2017                                     |
| 26. | 2017年10月10日 | 横浜             | 日産スタジアム                       | ハイチ                   | △3-3 | ハリルホジッチ | キリンチャレンジカップ2017                                     |
| 27. | 2017年11月10日 | リール           | スタッド・ピエールモーロワ           | ブラジル                 | ●1-3 | ハリルホジッチ | 国際親善試合                                                   |
| 28. | 2017年11月14日 | ブルッヘ         | ヤン・ブレイデルスタディオン         | ベルギー                 | ●0-1 | ハリルホジッチ | 国際親善試合                                                   |
| 29. | 2018年3月23日  | リエージュ       | スタッド・モーリス・デュフラン       | マリ                     | △1-1 | ハリルホジッチ | 国際親善試合                                                   |
| 30. | 2018年3月27日  | リエージュ       | スタッド・モーリス・デュフラン       | ウクライナ               | ●1-2 | ハリルホジッチ | キリンチャレンジカップ2018                                     |
| 31. | 2018年5月30日  | 横浜             | 日産スタジアム                       | ガーナ                   | ●0-2 | 西野朗         | キリンチャレンジカップ2018                                     |
| 32. | 2018年6月8日   | ルガーノ         | スタディオ・コルナレド               | スイス                   | ●0-2 | 西野朗         | 国際親善試合                                                   |
| 33. | 2018年6月28日  | ヴォルゴグラード | ヴォルゴグラード・アリーナ           | ポーランド               | ●0-1 | 西野朗         | 2018 FIFAワールドカップ                                        |
| 34. | 2018年9月11日  | 吹田             | パナソニックスタジアム吹田           | コスタリカ               | ○3-0 | 森保一         | キリンチャレンジカップ2018                                     |
| 35. | 2018年10月12日 | 新潟             | デンカビックスワンスタジアム         | パナマ                   | ○3-0 | 森保一         | キリンチャレンジカップ2018                                     |
| 36. | 2018年11月20日 | 豊田             | 豊田スタジアム                       | キルギス                 | ○4-0 | 森保一         | キリンチャレンジカップ2018                                     |
| 37. | 2019年1月9日   | ドバイ           | アルナヒヤーン・スタジアム           | トルクメニスタン         | ○3-2 | 森保一         | AFCアジアカップ2019                                            |
| 38. | 2019年1月17日  | アル・アイン     | ハリファインターナショナルスタジアム | ウズベキスタン           | ○2-1 | 森保一         | AFCアジアカップ2019                                            |

### ゴール
| #  | 開催年月日     | 開催地               | 対戦国       | 勝敗 | 試合概要                             |
| -- | -------------- | -------------------- | ------------ | ---- | ------------------------------------ |
| 1. | 2012年2月24日  | 日本、大阪           | アイスランド | ○3-1 | キリンチャレンジカップ2012           |
| 2. | 2015年6月11日  | 日本、横浜           | イラク       | ○4-0 | キリンチャレンジカップ2015           |
| 3. | 2017年11月10日 | フランス、リール     | ブラジル     | ●1-3 | 国際親善試合                         |
| 4. | 2018年3月27日  | ベルギー、リエージュ | ウクライナ   | ●1-2 | キリンチャレンジカップ2018 in EUROPE |

## 指導者歴
- 2023年 - 品川CC
  - 2023年 トップチーム テクニカルアドバイザー
  - 2023年 セカンドチーム 監督
  - 2024年 - トップチーム 監督

## 出演

### テレビアニメ
2014年
- 名探偵コナン（本人役）

### テレビ
- アッコにおまかせ! （2022年12月4日 - 、TBSテレビ）
- 人志松本の酒のツマミになる話（2023年1月27日、フジテレビ）
- ダウンタウンDX（2023年3月2日、読売テレビ）
- 朝だ!生です旅サラダ（2023年3月4日、朝日放送テレビ）
- ラブ‼Jリーグ（2023年3月4日、テレビ朝日）
- サッカーの園〜究極のワンプレー〜「10代（2023年3月4日、NHK BS1）
- スポーツ記者団 こぼれ話〜大谷ダル三笘!取材の裏側大公開SP〜（2023年3月5日、テレビ朝日）
- 中村憲剛のJリーグ盛り上げ隊 2023 〜ブラボー！なお宝（秘）情報ゲッツSP〜（2023年3月7日、フジテレビNEXT）
- VS魂（2023年3月9日、フジテレビ）
- 上田と女が吠える夜（2023年3月15日、日本テレビ）
- 芸能人格付けチェック[44]（2023年3月21日、朝日放送テレビ）
- DayDay.（2023年4月3日 - 、日本テレビ）月曜コメンテーターとして隔週出演
- スポーツパラダイス（2023年4月7日-週替わりMC、2023年9月29日-メインMC、静岡朝日テレビ ）[45]
- 踊る!さんま御殿!!（2023年6月6日、日本テレビ）
- ジャンクSPORTS（2023年7月15日・23日、フジテレビ）
- FNS27時間テレビ（2023年7月23日、フジテレビ）「run for money 逃走中 27時間テレビスペシャル」 ノブ（千鳥）と共に逃走成功を果たし、184万円（逃走成功分84万円+千鳥軍勝利ボーナス200万円山分け分100万円）を獲得
- ZIP!（2023年7月25日、日本テレビ）
- ぽかぽか（2023年8月30日 - 9月1日、フジテレビ）番組内コーナー「肉食さんぽ」に大久保嘉人と共演
- トークィーンズ（2023年10月19日、フジテレビ）
- ニンゲン観察モニタリング★スポーツの秋&芸術の秋SP!!（2023年10月26日、TBSテレビ）
- 開局70周年特別番組 スポーツ中継70年 歴史を変えた瞬間TOP100（2023年11月6日、日本テレビ）
- みんなのKEIBA（2024年1月7日、フジテレビ）初出演でG3・フェアリーSをワイドBOX3点各1万円で的中。払戻金は2,050円で20万円超の高額配当[46]。
- まきの人力車[47]（2024年2月23日、テレビ新広島）MC
- PS純金（2024年12月13日・2025年2月7日、中京テレビ）
- ひっかかりニーチェ（2025年5月1日・8日、テレビ朝日） - MC・髙比良くるま（令和ロマン）の代演

### ラジオ
- 槙野智章のユメシャベル（2021年10月5日 - 2022年3月29日、ラジオNIKKEI）
- 浦和レッズ槙野智章 マキスタ〜頑張る時はいつも今!（2021年12月、エフエムナックファイブ）
- GOGO!ヴィッセル神戸（2022年4月4日 -、ラジオ関西）※毎月第1週目に出演
- キャリアシェアサービス shabell presents 槙野智章の夢しゃべるっ!（2022年4月7日 -、兵庫エフエム放送）
- ピッチサイド 日本サッカーここだけの話（2024年3月27日 -、ポッドキャスト）
- TRUME TIME AND TIDE（J-WAVE）（2024年4月6日 - 2025年3月29日）

### ウェブテレビ
- ABEMAスポーツタイム（2023年7月2日 -、ABEMA） - メインコメンテーター[48]

### CM
- AS進学セミナー（2010、広島限定）
- 「守ろうよ広島」広島県消費生活相談窓口周知キャンペーン（2010-2011、広島限定）
- SIXPAD（2016年 - ）
- クオリティファースト(QUALITY 1st)　オールインワンシートマスク（2017年）
- DAZN（2018年）
- 明治安田生命「Jリーグ2018シーズン」篇（2018年2月24日 - 3月11日）
- アルペン スポーツデポ 試着フェス『休日コーデに』篇（2018年4月）
- 日本マクドナルド×魔女の宅急便「ヨーロッパバーガーズ」（2024年）[49]
- ソニー損害保険（2024年）[50]

### 著書
- 守りたいから前へ、前へ（2014年3月28日、幻冬舎）ISBN 978-4344025509
- ビッグ・ハート 道を切り拓くメンタルの力（2014年3月31日、朝日新聞出版）ISBN 978-4021902420